# Phản ứng tổng hợp hạt nhân

Một hình ảnh mô tả phản ứng tổng hợp hạt nhân giữa hai hạt nhân Hydro thành Heli.

Phản ứng tổng hợp hạt nhân hay phản ứng nhiệt hạch, phản ứng hợp hạch, trong vật lý học, là quá trình giữa 2 hạt nhân trở lên hợp lại với nhau để tạo nên một hạt nhân mới nặng hơn. Cùng với quá trình này là sự phóng thích năng lượng hay hấp thụ năng lượng tùy vào khối lượng của hạt nhân tham gia. Nhân sắt và nickel có năng lượng kết nối nhân lớn hơn tất cả các nhân khác nên bền vững hơn các nhân khác. Sự kết hợp hạt nhân của các nguyên tử nhẹ hơn sắt và nickel thì phóng thích năng lượng trong khi với các nhân nặng hơn thì hấp thụ năng lượng.
Phản ứng tổng hợp hạt nhân là một trong hai loại phản ứng hạt nhân. Loại kia là phản ứng phân hạch.
Phản ứng tổng hợp hạt nhân của các nguyên tử nhẹ tạo ra sự phát sáng của các ngôi sao và làm cho bom hydro nổ. Phản ứng tổng hợp hạt nhân của các nhân nặng thì xảy ra trong điều kiện các vụ nổ sao (siêu tân tinh). Phản ứng tổng hợp hạt nhân trong các sao và các chòm sao là quá trình chủ yếu tạo ra các nguyên tố hóa học tự nhiên.
Nhiên liệu thường dùng trong phản ứng tổng hợp hạt nhân là các đồng vị deuterium và tritium của hydrogen. Các đồng vị này có thể trích lấy dễ dàng từ thành phần nước biển, hoặc tổng hợp không mấy tốn kém từ nguyên tử hydrogen.
Để làm cho các hạt nhân hợp lại với nhau, cần tốn một nguồn năng lượng rất lớn, ngay cả với các nguyên tử nhẹ nhất như hydro. Điều đó được giải thích là do các quá trình của phản ứng đều khó thực hiện: bước 1 cần phải nguyên tử hóa các phân tử, ion hóa hoàn toàn tất cả các nguyên tử, đồng thời tách loại electron để biến nhiên liệu phản ứng hoàn toàn trở thành hạt nhân không có electron ở thể plasma. Sau đó cần phải cung cấp động năng cực kỳ lớn cho các hạt nhân vượt qua tương tác đẩy Coulomb giữa chúng mà va vào nhau. Nhiệt độ cần thiết có thể lên đến hàng triệu độ C. Nhưng sự kết hợp của các nguyên tử nhẹ, để tạo ra các nhân nặng hơn và giải phóng 1 neutron tự do, sẽ phóng thích nhiều năng lượng hơn năng lượng nạp vào lúc đầu khi hợp nhất hạt nhân. Điều này dẫn đến một quá trình phóng thích năng lượng có thể tạo ra phản ứng tự duy trì. Tuy nhiên, từ hạt nhân sắt trở đi, việc tổng hợp hạt nhân trở nên thu nhiệt nhiều hơn tỏa nhiệt. Việc cần nhiều năng lượng để khởi động thường đòi hỏi phải nâng nhiệt độ của hệ lên cao trước khi phản ứng xảy ra. Chính vì lý do này mà phản ứng hợp hạch còn được gọi là phản ứng nhiệt hạch.
Năng lượng phóng thích từ phản ứng hạt nhân thường lớn hơn nhiều so với phản ứng hóa học, bởi vì năng lượng kết dính giữ cho các nhân với nhau lớn hơn nhiều so với năng lượng để giữ các electron với nhân. Ví dụ, năng lượng để thêm 1 electron vào nhân thì bằng 13.6 eV, nhỏ hơn một phần triệu của 17 MeV giải phóng từ phản ứng D-T (deuterium-tritium, các đồng vị của hydro).

## Ứng dụng
Hiện nay, nghiên cứu về tính khả thi của phương pháp tổng hợp hạt nhân như một nguồn cung cấp năng lượng thực tiễn đang được thực hiện với hi vọng khống chế được tốc độ cũng như lượng nhiệt của phản ứng. Với các vật liệu được biết đến ngày nay thì không có vật liệu nào chịu được nhiệt độ quá cao của phản ứng - do đó, hiện tại phản ứng nhiệt hạch được thực hiện một cách không khống chế nên gây lãng phí năng lượng. Một số nghiên cứu hướng đến việc sử dụng chùm laser hội tụ để nhắm vào nhiên liệu hạt nhân, ép chúng ở nhiệt độ rất cao để gây ra phản ứng, thay vì sử dụng nhiệt lượng tỏa ra từ khối uranium phân hạch như phương pháp truyền thống. Ngoài ra, người ta cũng có thể dùng từ trường ngoài khống chế các hạt nhân, đảm bảo chúng không va chạm vào thành bình chứa chúng, giữ cho phản ứng được thực hiện trong điều kiện ít tốn kém và hiệu suất cao.

Nếu việc ứng dụng công nghệ năng lượng này trở thành hiện thực, nó sẽ trở thành nguồn năng lượng lý tưởng cho con người. Các đặc tính ưu việt như: mật độ năng lượng rất cao (lớn hơn hàng tỷ lần mật độ năng lượng của các nhiên liệu hóa thạch, hơn hàng chục lần mật độ năng lượng của nhiên liệu phân hạch), hoàn toàn không gây ô nhiễm môi trường (nếu nhiên liệu là các đồng vị hydro như deuteri, triti thì sản phẩm thải là heli, khí hiếm hoàn toàn không gây bất kì ảnh hưởng nào đến môi trường), công nghệ hạt nhân và tổng hợp đồng vị phát triển, nguồn nhiên liệu thô - hydro để tổng hợp deuteri và triti là vô tận trong vũ trụ, là những điểm vượt trội của loại hình năng lượng này mà không có loại hình năng lượng nào khác có được. Một khi công nghệ hóa hữu cơ đã phát triển được vật liệu thích hợp làm bình chứa cho phản ứng, và công nghệ hạt nhân tìm ra được phương pháp khống chế hiệu quả, thì loại năng lượng sẽ trở thành một nguồn năng lượng không thể thiếu của con người.
- Phản ứng hạt nhân
- Phản ứng phân hạch